# Вимушена помста
Вимушена помста (англ. Forced Vengeance) — бойовик режисера Джеймса Фарго.

## Сюжет
До Лос-Анджелес з Гонконгу прибуває посланець кредитора, який бажає отримати несплачені борги. Після ряду фізичних «переконань» гроші надходять безперебійно. У Гонконгу гральний будинок, в якому працює цей «посланець» — шеф служби безпеки, — піддається нападу. Це попередження з боку іншої могутньої мафіозної сім'ї, яка хоче перекупити справу. У боротьбі гине верхівка клану: герою фільму вдається врятувати тільки доньку свого шефа. Поліція намагається приписати йому ці вбивства, а бойовики розшукують його, щоб перешкодити помсті за смерть його друзів.

## У ролях
- Чак Норріс — Джош Рендалл
- Мері Луіз Веллер — Клер Боннер
- Каміла Гріггс — Джой Посхал
- Майкл Кавана — Стен Раймонді
- Девід Опатошу — Сем Пасхал
- Сейджи Сакагуті — Кем
- Френк Майкл Лью — Девід Пасхал
- Боб Майнор — Лерой Найкелі
- Ллойд Кіно — інспектор Чен
- Лі Хемілтон — Саллі Теннант
- Ховард Кейн — Мілт Даймонд
- Роберт Емхардт — Карл Герліч
- Роджер Берсток — Рон ДіБіаши
- Джиммі Шоу — інспектор Кек
- Бехроуз Грамйан — секретар
- Дж.Б. Беннетт — Кайлі
- Кен Аргент — Дантон Лорд
- Боббі Шум — Бред
- Річард Нортон — Герб
- Ренді Чаннелл — Б'янкі
- Малкольм Ломакс — Квірк
- Пітер Гі — Саймон Ку
- Стів Юлен — Кравіц
- Алан Маркус — Маркус
- Анна Чан — господиня
- Нельсон Велш — вибивала
- Тоні Люн Чу Вай — молодий лікар
- Майк Ловетт — Майк Калвелі
- Аніта Лі — дівчина сампан
- Сін Вей Йінг — сампан Матрон
- Бен Люн — швейцар
- Мей Чунг — подруга Найклі
- Чен Шу Фанг — китаєць вбивця
- Брайан Ленглі — Тодд Крісп
- Джунгі Лі — бортпровідник
- Місом Лі — бортпровідник
- Ву Ін Рі — бортпровідник
- Кіку — танцюристка
- Сьюзі Холл — танцюристка
- Юджин Чой — метрдотель
- Берта Чан — Рут
- Майк Норріс